# Övningsstycke
Övningsstycke i musiken är ett musikstycke eller kortare verk, som huvudsakligen är skrivet för att öva den (eller de) spelande. Förhållandet mellan övningssyftet och kvaliteten som musik varierar längs hela gråskalan. Bland genrerna finns etyd och sonatin. Se även musikpedagogik.